# حكومة عبد الله اليافي الثامنة
الحكومة اللبنانية الثامنة والثلاثون بعد الاستقلال، والرابعة بعهد الرئيس شارل حلو، وهي ثامن حكومة يترأسها عبد الله اليافي (السادسة بعد الاستقلال). شكلت الحكومة بموجب المرسوم رقم 44521 بتاريخ 9 نيسان / أبريل 1966، ونالت الثقة بموجب 55 صوتاً ضد 20 صوتاً وامتنع عن التصويت 14 صوتاً، وقد استقالت الحكومة بتاريخ 6 كانون الأول / ديسمبر 1966.

## أعضاء الحكومة
- عبد الله اليافي رئيساً لمجلس الوزراء ووزيراً للمالية ووزيراً للعدل.
- فؤاد بطرس نائباً لرئيس مجلس الوزراء ووزيراً للدفاع الوطني ووزيراً للتربية الوطنية والفنون الجميلة.
- كمال جنبلاط وزيراً للأشغال العامة والنقل ووزيراً للبريد والبرق والهاتف.
- صبحي محمصاني وزيراً للاقتصاد الوطني.
- إدوار حنين وزيراً للتصميم العام ووزيراً للسياحة.
- فيليب تقلا وزيراً للخارجية والمغتربين ووزيراً للعدل.
- بيار الجميل وزيراً للداخلية.
- بشير العثمان وزيراً للزراعة.
- كامل الأسعد وزيراً للصحة العامة ووزيراً للموراد المائية والكهربائية.
- جميل لحود وزيراً للعمل والشئون الاجتماعية.

## وصلات خارجية
- موقع رئاسة مجلس الوزراء الرسمي